# Beate Schnitter
Beate Schnitter est né le 20 août 1929 à Zurich et morte le 25 janvier 2023 à Küsnacht ; elle compte parmi les femmes architectes suisses qui ont profondément marqué la profession,.

## Éléments biographiques et formation
Fille d'Erwin, ingénieur en hydraulique, et de Rosie Guyer, enseignante et écrivaine, Beate Schnitter a vécu dans divers pays, avant que la famille ne revienne s'établir à Zurich en 1940. Elle obtient son diplôme d'architecte à l’École polytechnique fédérale de Zurich (EPFZ) en 1953 et travaille ensuite à Amsterdam, Paris et Zurich. Elle est notamment employée au sein du bureau Haefeli, Moser Steiger où elle acquiert de la pratique dans le domaine de la conduite des chantiers,. Beate Schnitter est membre de la Société suisse des ingénieurs et architectes (SIA) et de la Fédération des architectes suisses (FAS) depuis 1967.

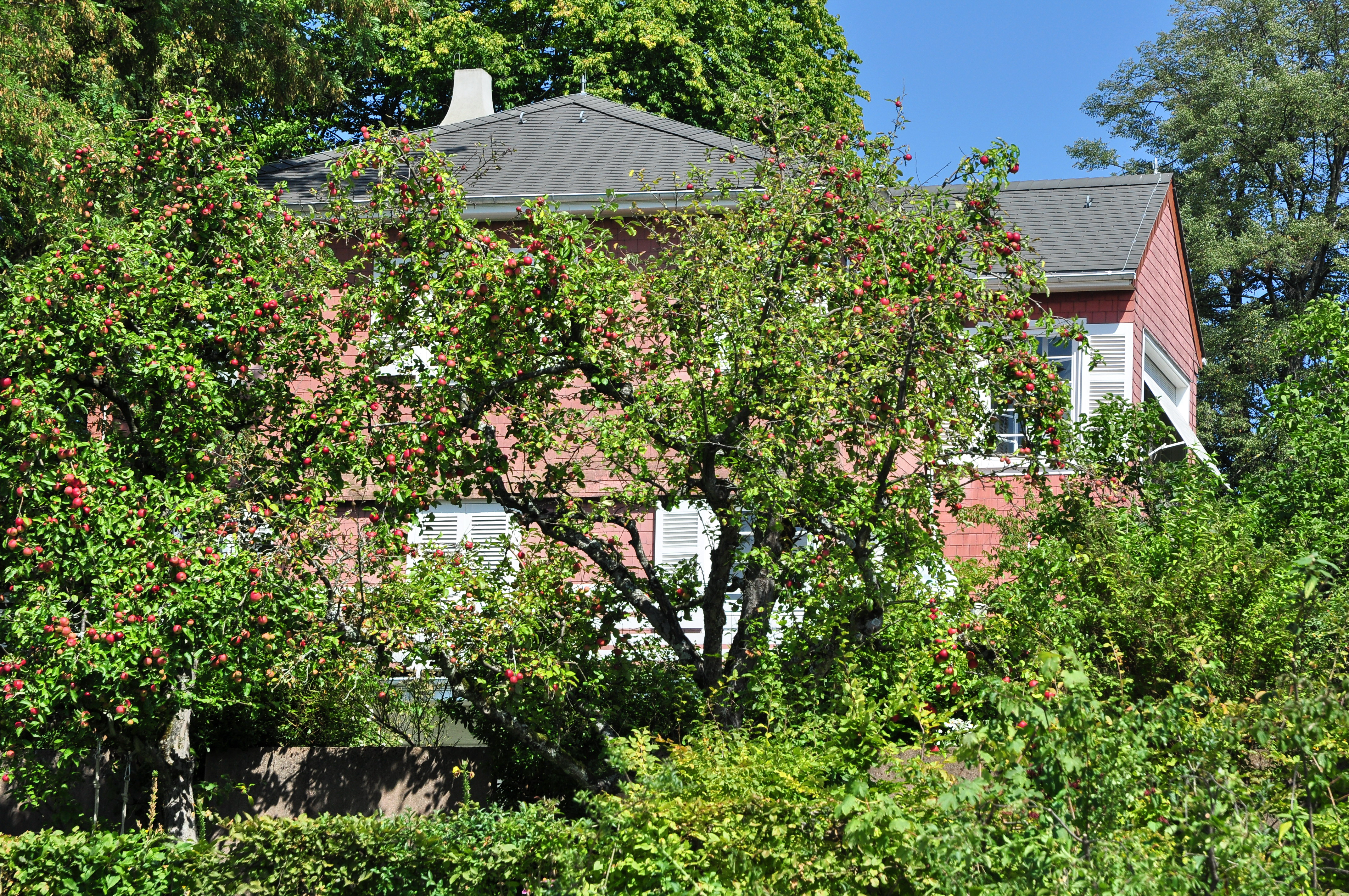
Maison Sunnebüel, construite par Lux Guyer, résidence de Beate Schnitter à Itschnach (Küsnacht)

Du côté maternelle, elle est la nièce de la première femme architecte indépendante de Suisse, Lux Guyer, dont elle reprend le bureau zurichois à la mort de cette dernière en 1955. Beate Schnitter a vécu l'essentiel de sa vie dans la maison « Sunnebüel » à Itschnach (Küsnacht), un bâtiment conçu en 1929-30 par Lux Guyer, rénové par sa nièce et aujourd'hui mis sous protection au titre de monument historique.

## Vie professionnelle et principales réalisations
En 1958, Beate Schnitter participe à la seconde Exposition suisse du travail des femmes (SAFFA), où elle conçoit en collaboration avec d'autres femmes-architectes la Rue des échoppes, l'exposition "The Line", ainsi que le pavillon de la presse. Elle est également l'auteur de nombreuses villas, maisons de vacances et immeubles d'habitation. Parmi ses réalisations les plus importantes, il faut citer le lotissement Eiwog à Stäfa (1973-1978) et la villa Gelpke-Engelhorn, dont le plan s'inspire d'Alvar Aalto. Menacée de démolition, cette dernière a été sauvée grâce aux efforts de la section zurichoise de Patrimoine suisse (Heimatschutz).

Vue aérienne de SAFFA 1958 par Werner Friedli photographe

Lux Guyer et Beate Schnitter ont contribué à renouveler la conception de l'espace et des circulations dans l'aménagement des logements notamment. La seconde a théorisé le concept de "quatrième dimension" qui résume sa vision de la matérialisation du temps dans l'espace.
En 1988-89, elle est retenue avec deux consœurs pour réaliser de nouvelles œuvres dans le cadre de l'exposition « SAFFA 1928, 1958 … 1988 » au Musée suisse d'architecture à Bâle. À l'occasion de cet événement anniversaire (Trois générations), ses souvenirs ont été enregistrés par l'association « créatrices. Women Shape Switzerland ».

## Engagement social, culturel et patrimonial
En 1958, Beate Schnitter cofonde le groupe de travail zurichois sur l'urbanisme (Zürcher Arbeitsgruppe für Städtebau), dénotant un intérêt marqué pour les questions d'aménagement du territoire.
Responsable aux côtés de Robert Steiner du service technique de Patrimoine suisse (Heimatschutz) de 1972 à 1999, elle est également membre du comité national de l'organisation et contribue à l'Inventaire des sites construits à protéger en Suisse (ISOS). Cet engagement témoigne de son souci de maintenir une substance bâtie de qualité en Suisse. De 1988 à 1997, la reconstitution dans son état d'origine de l'observatoire fédéral créé en 1864 par Gottfried Semper constitue un exemple concret de ses compétences en matière de traitement de la substance bâtie historique.

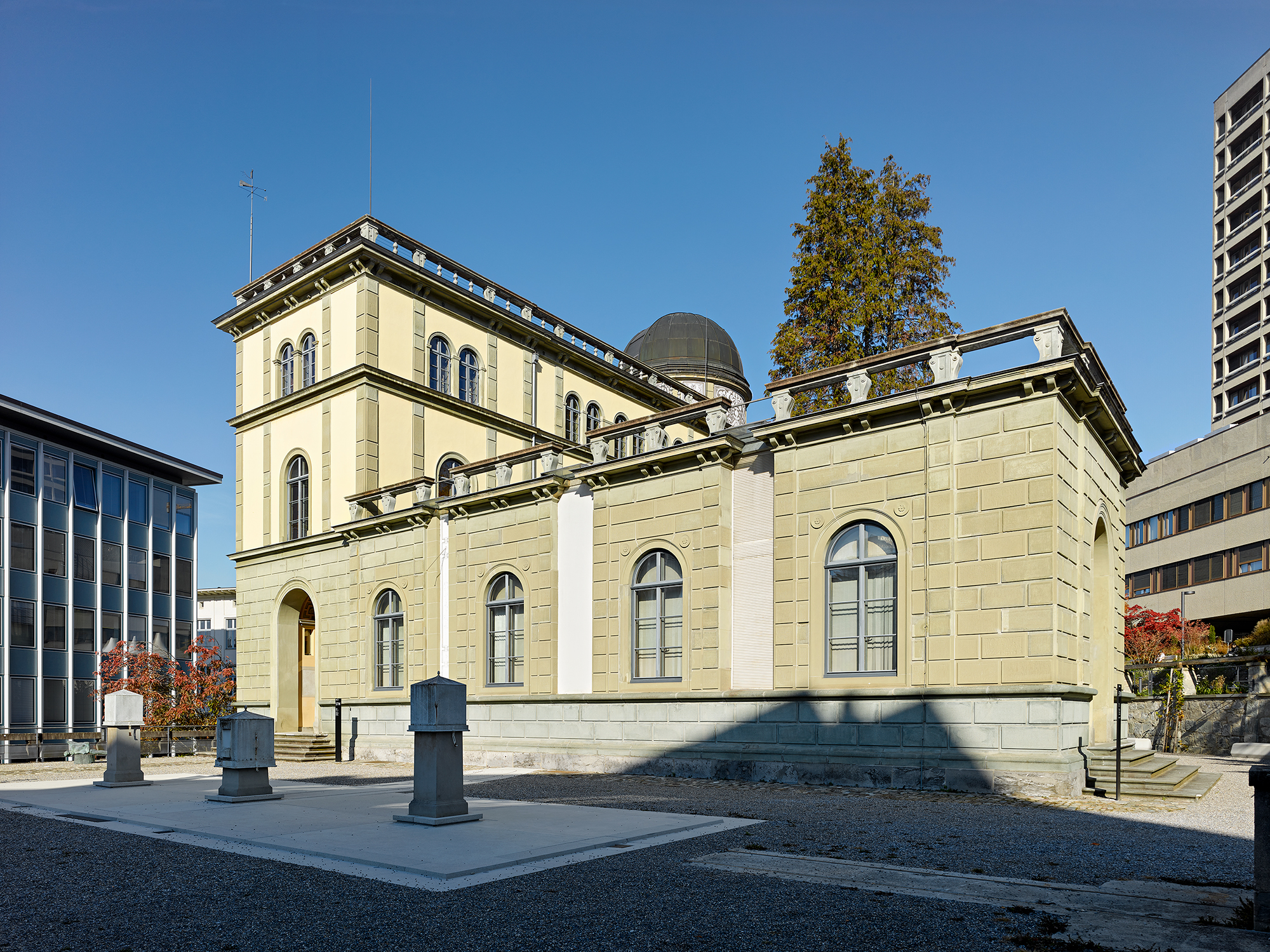
Ancien observatoire de Gottfried Semper en 2021, Dirk Weiss photographe

Lorsque le Mouvement de libération des femmes émerge vers 1970, Beate Schnitter est l'une des rares femme de sa profession à prendre la parole et à attirer l'attention sur la situation des femmes dans l'industrie de la construction. Elle défend « l'esprit de finesse » des femmes (Blaise Pascal), expliquant que les femmes architectes sont plus conscientes des besoins de la propriété et qu'elles perçoivent mieux l'expérience quotidienne des tâches ménagères et de la maternité. L'architecte transpose ces notions dans l'aménagement des appartements qu'elle conçoit; elle s'efforce d'intégrer le mouvement tout en restant flexible.

## Film
- Lydia Trüb (scénario et réalisation), Heidi Bader (caméra) : La quatrième dimension – Beate Schnitter, l'architecte. Calinba Film, 2020, 23 min, VO/d[4],[5].